# レジノーサマツ
レジノーサマツ（レジノーサ松、学名: Pinus resinosa）とは、マツ科マツ属の常緑高木。

## 特徴
- 北米大陸のニューファンドランド西部からマニトバ付近とペンシルベニア州南部の原産とみられる。針葉は2葉で北米大陸のマツとしては非常に珍しく、他にP. tropicalisが知られるのみ。英名はレッドパイン（Red Pine：赤いマツ）やノルウェーパイン（Norway Pine：ノルウェーのマツ）。レッドパインの名の通り、樹皮の赤みが強い。また、名称の意味が同じアカマツ（P. densiflora）は同じPinus亜節に属する。種小名resinosaは「樹脂のある」の意味。

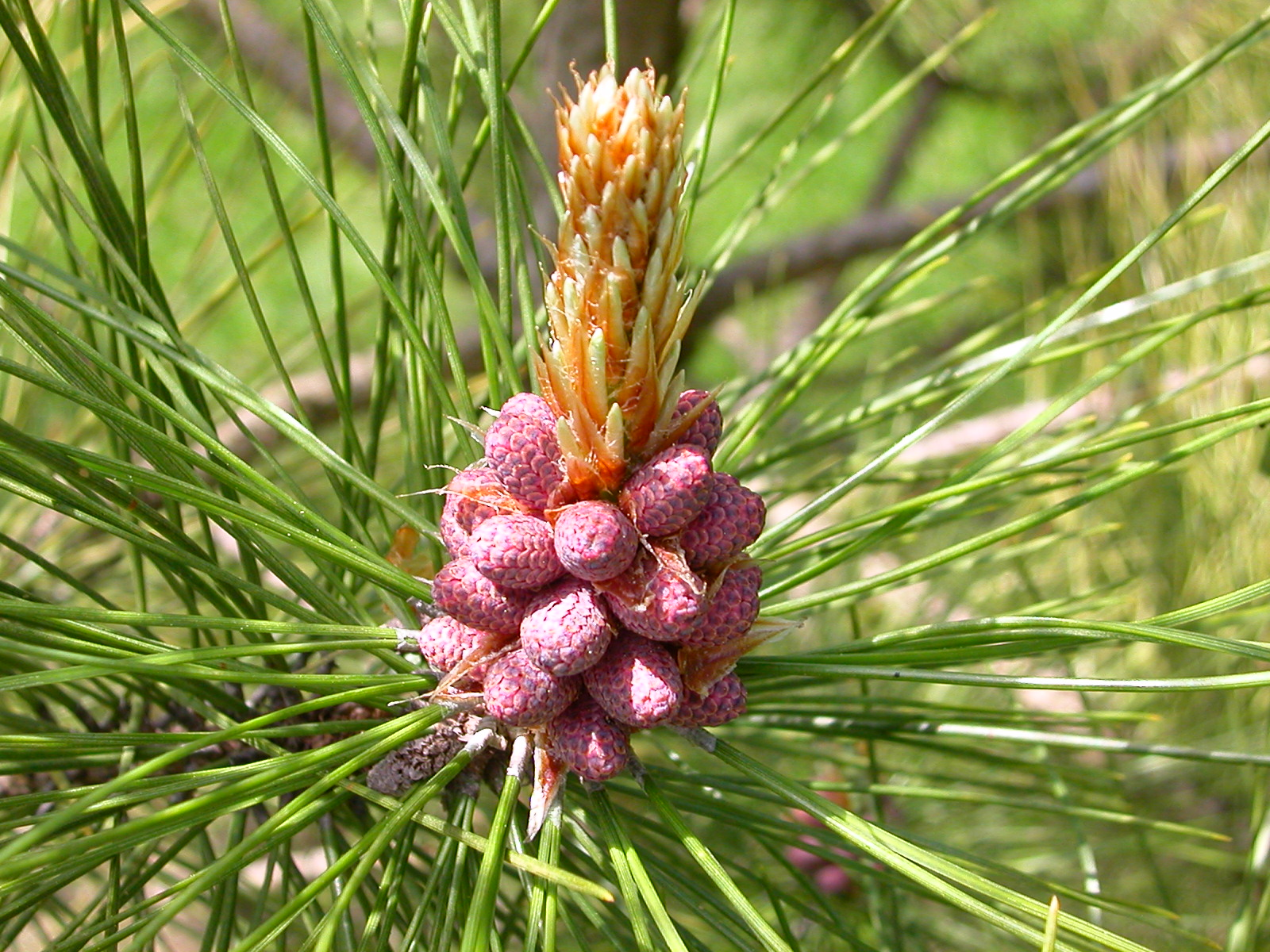
レジノーサマツの雄花
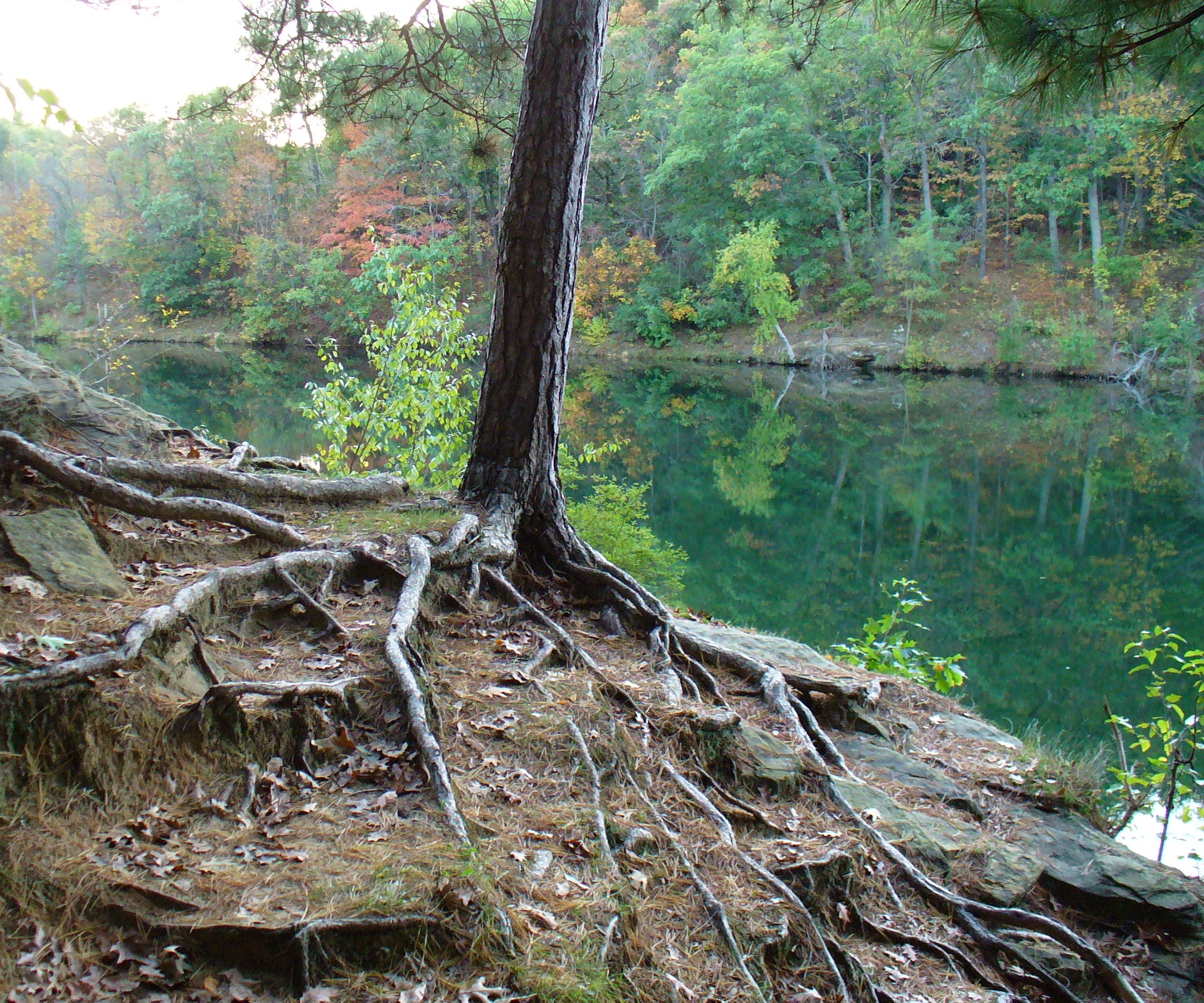
レジノーサマツの根
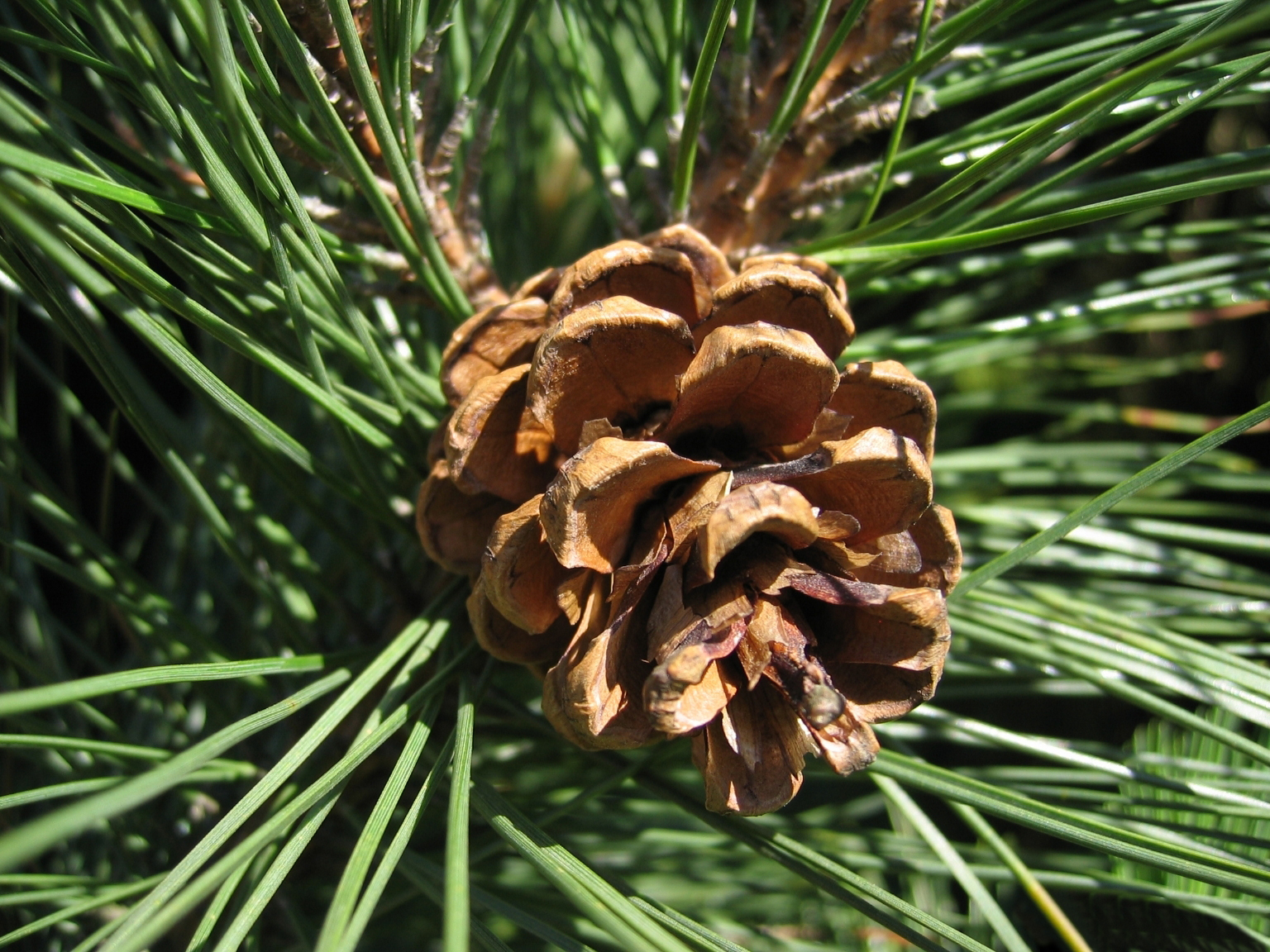
レジノーサマツの球果

## 分布・生育地
- 北米大陸原産